# 林大輝中學

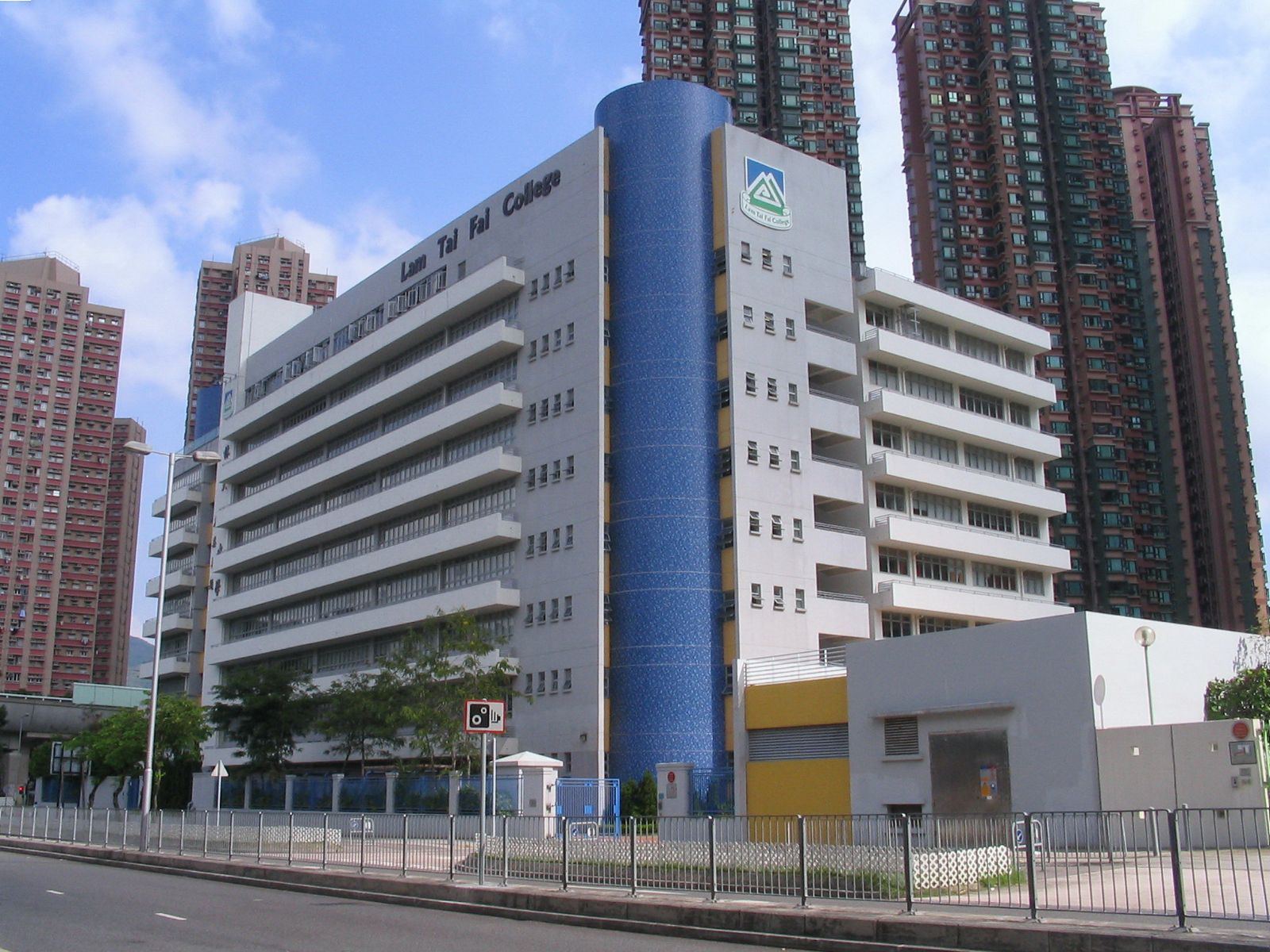
擴建前的林大輝中學

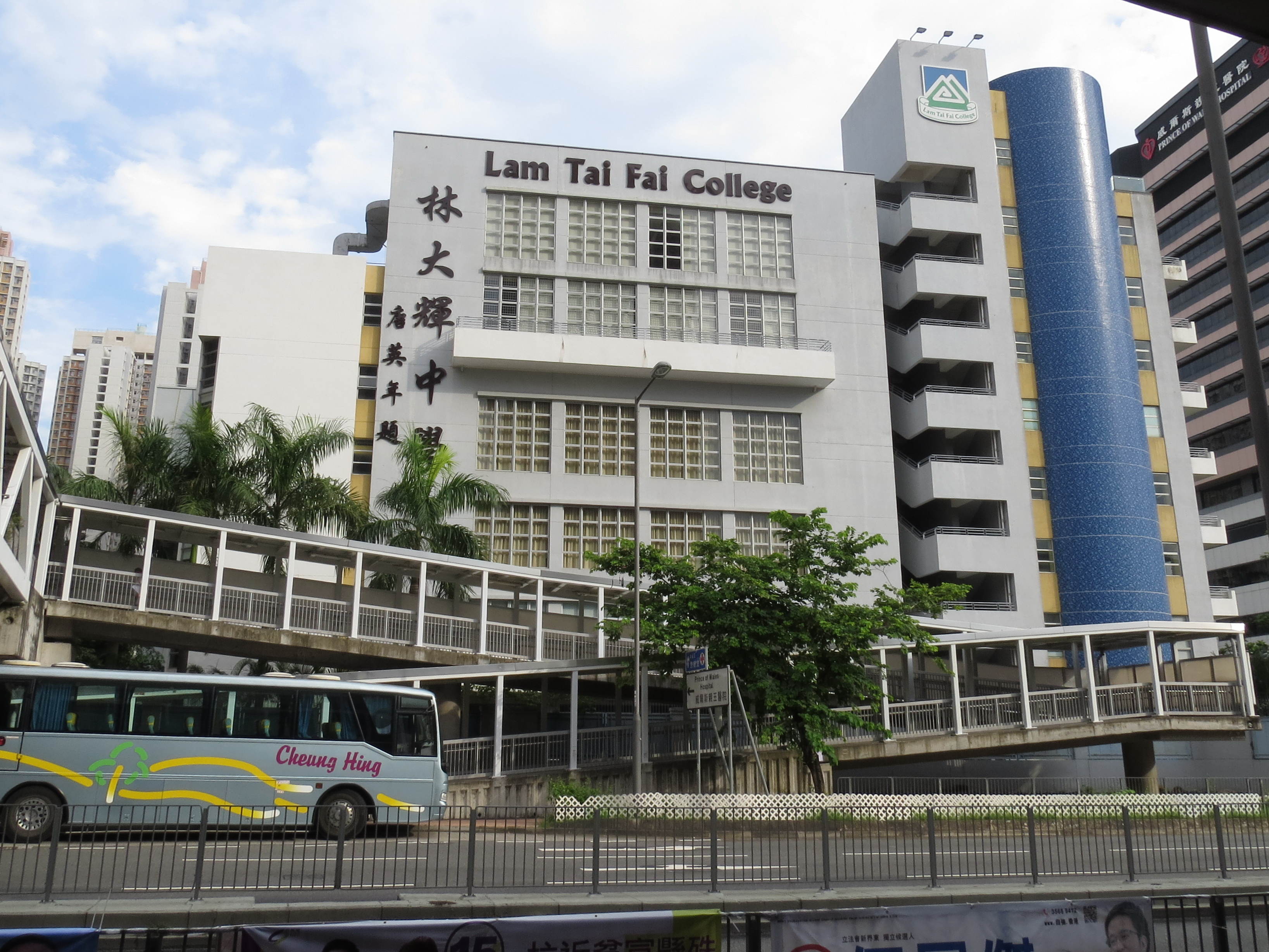
林大輝中學的北面外貌，前方道路為插桅杆街。

林大輝中學（英語：Lam Tai Fai College）是一所位於香港沙田的直資男女英文中學，創校於2004年，校址位於沙田銀城街，鄰近愉翠苑及沙田第一城，以體育發展、時裝設計和創意及科技為主要辦學目標。

## 成立背景
於2002年9月，由「林大輝慈善基金」撥款創辦及興建校舍。

## 辦學宗旨
重視全人發展，培育具優秀學術成就及品格個發揮所長的學習環境，讓他們發展才華和潛能。

## 學校設施
校舍為標準「千禧校舍」設計，全校課室及特別室設有電腦網絡、電視廣播網絡、影音及冷氣設備，並鋪設無線寬頻聯網，更斥資興建時裝設計中心、綜合體育館、語言學習中心、教學演講廳、校園電視台及體適能發展中心。

### 運動設施
耗資近1億港元興建的教學及活動大樓於2010年9月1日啟用，樓高8層，建築面積約7,000平方米，地下是5線25米室內暖水游泳池，1樓是健身室，5樓則是標準室內體育館，連同原有的小型足球場、有蓋操場及籃球場。教學及活動大樓內還包括圖書館及學習資源中心、創科中心、餐膳中心、活動中心、展覽室及空中花園。

### 特色科目
設有五大特色科目，分別為：藝術及時裝設計、體育發展、健康教育、創新科技、中華文化，致力培育一批具有優秀學術成績的學生之外，亦為對體育、時裝設計或創意科技具有濃厚興趣、或有突出表現的學生，提供一個發揮所長的空間，讓他們能按自己的興趣，發展個人的才華和潛能。

## 課外活動
- 家長教師會
- 班會
- 學生會
- 校友會
- 社（紅、藍、黃、綠）

### 制服隊伍及服務團隊
- 童軍（新界東1558旅）
- 聖約翰救傷隊少青團
- 香港航空青年團
- Marching band
- Campus TV（校園電視台）
- Prefect Team（領袖生）
- Student Union（學生會）

### 運動員培訓計劃(校隊)
- 乒乓球
- 羽毛球
- 劍擊
- 武術
- 單車
- 保齡球
- 足球
- 壁球
- 籃球
- 游泳
- 拯溺
- 田徑
- 手球
- 排球

## 歷任校長
|   | 年份      | 姓名               |                        |
| - | --------- | ------------------ | ---------------------- |
| 1 | 2003-2004 | 范錦平校長（退休） | 前廠商會中學校長       |
| 2 | 2004-2011 | 吳奇壎校長（離任） | 前佛教善德英文中學校長 |
| 3 | 2011-2018 | 黃廣威校長（退休） | 前新法書院校長         |
| 4 | 2018-2021 | 譚日旭校長（退休） | 前香港培正中學校長     |
| 5 | 2021-     | 郭劍輝校長（現任） | 前保良局顏寶鈴書院校長 |

## 著名校友/學生

### 體育界
- 郭灝霆：香港單車運動員
- 洪詠甄：香港划艇運動員
- 黃鎮廷：香港乒乓球運動員
- 張家朗：香港劍擊運動員，2020年東京奧運及2024年巴黎奧運男子個人花劍比賽項目金牌得主，是香港第一位成功衛冕的運動員
- 崔浩然：香港劍擊運動員
- 方凱申：香港劍擊運動員
- 楊子加：香港劍擊運動員
- 劉慕裳：香港空手道運動員，2020年東京奧運女子型項目銅牌得主
- 洪晧威：香港跆拳道運動員
- 廖恩尉：香港劍擊運動員
- 葉建寧：香港美式桌球運動員
- 麥子詠：香港乒乓球運動員
- 周義評：香港賽艇運動員
- 林新棟：香港賽艇運動員
- 歐陽耀冲：香港足球運動員
- 劉念溢：香港足球運動員
- 關寧慧：香港武術運動員
- 黃政：香港賽艇運動員
- 曾健晃：香港足球運動員
- 曾至孝：香港足球運動員
- 陳文輝：香港足球運動員
- 張峰碩：前林大輝籃球精英賽隊長
- 朱詠翹：香港劍擊運動員
- 梁浩賢：香港排球運動員
- 王康怡：香港網球運動員
- 李思穎：香港單車運動員

### 演藝界
- 吳學甯：香港模特兒、賽馬KOL
- 黃浚銘：香港YouTuber（波仔 Boris），在2019年參加ViuTV的《全民造星II》比賽，於50強止步。
- 邱傲然：香港男子組合Mirror成員（Tiger），在2018年參加ViuTV的《Good Night Show 全民造星》，於30強止步。
- 蘇加軒：香港電影編劇及短片導演，於2019以微電影《愛留心底》獲得2019 New York Festivals TV & Film Awards 最佳影片-銀獎。
- 林熙彤：香港女藝人（hazel），現為Cool Style Management藝人。
- 蔡梓賢：試當真選秀節目《校花校草2022》參賽者，於21強止步。
- 許雅媛：試當真選秀節目《校花校草2022》參賽者，於16強止步。

## 外部連結
- 林大輝中學 （页面存档备份，存于）
- 星島日報：林大輝中學新任校長 強化「體藝兵工廠」優勢 （页面存档备份，存于）
- 堅雜誌：林大輝中學分享推動學界體育發展心得 （页面存档备份，存于）
- 星島日報：林大輝中學視覺藝術科「2017香港藝術發展獎」獲藝術教育獎 （页面存档备份，存于）
- 大公報：林大輝中學健兒分享那些年……
- 頭條日報：「新潮校長」創建學生夢工場 （页面存档备份，存于）
- 蘋果日報：林大輝盛產運動健將 （页面存档备份，存于）
- . 頭條日報轉載星島日報.
- 林大輝中學 好學校 （页面存档备份，存于）

22°22′54″N 114°12′11″E / 22.3816°N 114.2031°E